# Hans Eysenck
Hans Jürgen Eysenck, nemški psiholog, * 4. marec 1916, Berlin, Nemško cesarstvo, † 4. september 1997, London, Združeno kraljestvo.
Po končani srednji šoli je zaradi velikega odpora do Hitlerja in nacistov leta 1934 zapustil Nemčijo in se preselil v Anglijo, kjer je imel veliko težav z iskanjem dela in zaposlovanjem, zato se je leta 1940 odločil za doktorski študij, smer psihologija, na Univerzitetnem kolidžu v Londonu pod mentorstvom psihologa Cyrila Burta (Buchanan, 2011). V času druge svetovne vojne je Eysenck delal kot psiholog raziskovalec v Mill Hill Emergency Hospital. Po vojni je tam ustanovil Inštitut za psihiatrijo (Institute od Psychiatry, IoP), kjer se je ukvarjal z raziskovanjem. Medtem je zavrnil ponudbe nekaj drugih univerz in nadaljeval s svojim delom (Buchanan, 2010). Dobil je neobičajno visoko stopnjo birokratske neodvisnosti, da je lahko vodil svoj program raziskovanja individualnih razlik med ljudmi. Na IoP je tako deloval do konca svoje kariere. Do leta 1955 je postal samostojni profesor neodvisnega oddelka za psihologijo.
Upokojil se je leta 1983, vendar ni opustil raziskovalnega dela, temveč se je njegovo področje zanimanja še razširilo (Buchanan, 2010). Na podlagi statističnih podatkov, ki jih je pridobil tekom raziskovanja, je razvil znanost o psihologiji osebnosti. V času kariere je objavil približno 85 knjig in čez 1000 znanstvenih člankov (Buchanan, 2010). Eysenck je umrl 4. septembra 1997 zaradi možganskega tumorja (APA, 2000).
Hans Eysenck je bil eden izmed najbolj kontroverznih psihologov, vendar je imel s širokim obsegom raziskav pomemben vpliv na psihologijo. Poleg prispevkov na področju osebnosti in inteligentnosti je veliko pozornosti posvečal tudi razvoju pristopov kliničnega dela in psihoterapije na znanstven in empirično preverljiv način.
Njegovo delo je tudi teorija modela osebnosti. Dve osebnostni dimenziji, ekstravertnost in nevroticizem, je opisal v svoji knjigi Dimensions of Personality, leta 1947. S tema dvema dimenzijama je pojasnil individualne razlike v vedenju in ju povezal s posameznimi tipi osebnosti, kot jih je opredelil grški fizik Hipokrat: 
- visok N in visok E = kolerični tip
- visok N in nizek E = melanholični tip
- nizek N in visok E = sangvinični tip
- nizek N in nizek E = flegmatični tip

Tretjo dimenzijo, psihoticizem, je Eysenck dodal v model konec 70. let dvajsetega stoletja kot produkt sodelovanja s svojo ženo Sybil B. G. Eysenck, ki je trenutna urednica revije Personality and Individual Differences.